# Rod Serling
Rod Serling, nacido como Rodman Edward Serling (Siracusa, 25 de diciembre de 1924-Rochester, 28 de junio de 1975) fue un guionista y productor de televisión estadounidense, conocido principalmente por ser el escritor principal y anfitrión de la serie televisiva de antología de ciencia ficción The Twilight Zone—que inspiró toda una franquicia—conocida en Hispanoamérica como La dimensión desconocida o En los Límites de la realidad; y la serie Galería Nocturna.
Existe una entrevista realizada poco antes del estreno de The Twilight Zone en la que Serling combate, siempre desde la prudencia, la censura televisiva, un problema que supo evitar con éxito ya que la serie estuvo cinco temporadas en el aire, pese a su evidente intención crítica con la política, la sociedad y la moralidad de su época.

## Biografía
Serling nació el 25 de diciembre de 1924 en Syracuse (Nueva York), en el seno de una familia judía. Fue el segundo de dos hijos de Esther (de soltera Cooper, 1893-1958), ama de casa, y Samuel Lawrence Serling (1892-1945). El padre de Serling había trabajado como secretario e inventor aficionado antes de que nacieran sus hijos, pero asumió la profesión de su suegro como tendero para obtener ingresos estables.  Sam Serling se convirtió posteriormente en carnicero tras el cierre de la tienda por la Gran Depresión. Rod tenía un hermano mayor, el novelista y escritor de aviación Robert J. Serling.
Serling pasó la mayor parte de su juventud a 110 km (70 mi) al sur de Syracuse, en Binghamton, Nueva York, después de que su familia se mudara allí en 1926.  Sus padres alentaron su talento como artista. Sam Serling construyó un pequeño escenario en el sótano, donde Rod solía representar obras de teatro (con o sin los niños del vecindario). Su hermano mayor, el escritor Robert, recordó que, a la edad de seis o siete años, Rod se entretenía durante horas representando diálogos de revistas pulp o películas que había visto. Rod solía hacer preguntas sin esperar respuestas. En un viaje de una hora de Binghamton a Syracuse, el resto de la familia permaneció en silencio para ver si Rod notaba su falta de participación. No lo hizo, y habló sin parar durante todo el viaje en auto.
En la primaria, Serling era considerado el payaso de la clase y muchos de sus profesores lo consideraban un caso perdido. Su profesora de inglés de séptimo grado, Helen Foley, lo animó a participar en las actividades extracurriculares de oratoria de la escuela.  Se unió al equipo de debate y fue orador en su graduación de preparatoria. Empezó a escribir para el periódico escolar, en el que, según el periodista Gordon Sander, se forjó una reputación de activista social.
A Serling le interesaban los deportes y destacaba en tenis y tenis de mesa. Cuando intentó unirse al equipo universitario de fútbol, le dijeron que era demasiado pequeño, pues medía 1,63 m (5 pies 4 pulgadas).
Serling se interesó por la radio y la escritura desde muy joven. Era un ávido oyente de radio, especialmente interesado en los thrillers, la fantasía y los programas de terror. Arch Oboler y Norman Corwin eran dos de sus escritores favoritos. También "trabajó como miembro del personal en una estación de radio de Binghamton... intentó escribir... pero nunca publicó nada".  Fue aceptado en la universidad durante su último año de secundaria. Sin embargo, Estados Unidos estaba involucrado en la Segunda Guerra Mundial en ese momento, y Serling decidió alistarse en lugar de empezar la universidad inmediatamente después de graduarse de la Escuela Secundaria Central de Binghamton en 1943.
Como editor del periódico de su instituto, Serling animó a sus compañeros a apoyar la guerra. Quería dejar la escuela antes de graduarse para unirse a la lucha, pero su profesor de educación cívica lo convenció de esperar hasta graduarse. «La guerra es algo temporal», le dijo Gus Youngstrom. «Termina. La educación no. Sin tu título, ¿dónde estarás después de la guerra?»

## Servicio militar estadounidense
Serling se alistó en el Ejército de los EE. UU. la mañana después de su graduación de la escuela secundaria, siguiendo a su hermano Robert.
Serling comenzó su carrera militar en 1943 en Campamento Toccoa, Georgia, bajo el mando del general Joseph May Swing y el coronel Orin D. Haugen y sirvió en el 511.º Regimiento de Infantería Paracaidista de la 11.ª División Aerotransportada.  Finalmente alcanzó el rango de Técnico de Cuarto Grado (T/4).
Durante el siguiente año de entrenamiento como paracaidista, Serling y otros comenzaron a boxear para desahogar su agresividad. Compitió en peso mosca y participó en 17 combates, llegando a la segunda ronda de la final de la división antes de ser noqueado.  Fue recordado por su estilo Berserker y por "romperse la nariz en su primer combate y de nuevo en el último".  Intentó los Guantes de Oro, con poco éxito. 
El 25 de abril de 1944, Serling recibió sus órdenes y se enteró de que lo enviaban al oeste, a California. Sabía que lucharía contra el Imperio Japonés y no contra la Alemania nazi. Esto lo decepcionó, pues esperaba ayudar en la lucha contra Adolf Hitler. En mayo, fue asignado al Teatro del Pacífico en Nueva Guinea y las Islas Filipinas.
En noviembre de 1944, su división entró en combate por primera vez, desembarcando en Filipinas. Sin embargo, la 11.ª División Aerotransportada no se desplegó como paracaidistas, sino como infantería ligera durante la Batalla de Leyte. La división ayudó a asegurar la zona tras el desembarco de las cinco divisiones anteriores.
Por diversas razones, Serling fue transferido al pelotón de demolición del 511.º, apodado "El Escuadrón de la Muerte" por su alta tasa de bajas. Según el sargento Frank Lewis, líder del escuadrón de demolición, "Metió la pata en algún momento. Al parecer, irritó a alguien". Lewis también consideró que Serling no era apto para ser soldado de campaña: "carecía de la agudeza y la agresividad necesarias para el combate". En un momento dado, Lewis, Serling y otros se vieron envueltos en un tiroteo, atrapados en una trinchera. Mientras esperaban a que oscureciera, Lewis notó que Serling no había recargado ninguno de sus cargadores adicionales. Serling a veces salía a explorar solo, desobedeciendo las órdenes, y se perdía.
El tiempo que Serling pasó en Leyte moldeó su escritura y sus opiniones políticas durante el resto de su vida. Vivió la muerte a diario durante su estancia en Filipinas, a manos de sus enemigos y aliados, y en accidentes inesperados como el que mató a otro soldado judío, Melvin Levy. Levy estaba pronunciando un monólogo cómico para el pelotón mientras descansaban bajo una palmera cuando una caja de comida cayó desde un avión, decapitándolo. Serling dirigió el funeral de Levy y colocó una estrella de David sobre su tumba.  Posteriormente, Serling ambientó varios de sus guiones en Filipinas y utilizó la imprevisibilidad de la muerte como tema en gran parte de su obra.  En el episodio de La dimensión desconocida de 1960 "El testamento púrpura", un prólogo escrito por Serling decía: "Pelotón de infantería, Ejército de los EE. UU., Islas Filipinas, 1945. Estas son las caras de los jóvenes que luchan, como si un pintor omnisciente hubiera mezclado un tubo de óleos que en un momento fueron marrón tierra, gris polvo, rojo sangre, barba negra y blanco amarillento del miedo, y estos hombres eran los modelos. Porque esta es la provincia del combate, y estas son las caras de la guerra".
Serling regresó de la exitosa misión en Leyte con dos heridas, incluyendo una en la rótula,  pero ninguna lo mantuvo fuera del combate cuando el general Douglas MacArthur desplegó a los paracaidistas para su propósito habitual el 3 de febrero de 1945. El coronel Haugen lideró al 511.º Regimiento de Infantería Paracaidista cuando aterrizó en Tagaytay Ridge, se encontró con el 188.º Regimiento de Infantería de Planeadores y marchó hacia Manila. Encontró una resistencia mínima hasta que llegó a la ciudad, donde el vicealmirante Sanji Iwabuchi había dispuesto a sus 17.000 tropas detrás de un laberinto de trampas y armas y les había ordenado luchar hasta la muerte.  Durante el mes siguiente, la unidad de Serling luchó bloque a bloque por el control de Manila.
Cuando partes de la ciudad fueron arrebatadas al control japonés, los civiles locales a veces mostraban su gratitud organizando fiestas y banquetes. Durante una de estas fiestas, Serling y sus camaradas fueron atacados a tiros, lo que provocó la muerte de numerosos soldados y civiles. Serling, todavía soldado raso después de tres años, llamó la atención del sargento Lewis cuando corrió hacia la línea de fuego para rescatar a un artista que se encontraba en el escenario cuando la artillería comenzó a disparar.
Al acercarse a la fortaleza de Iwabuchi, el regimiento de Serling tuvo una tasa de bajas del 50%, con más de 400 hombres muertos o heridos. Serling resultó herido y tres camaradas murieron por la metralla disparada contra su equipo de demolición itinerante con un cañón antiaéreo. Fue enviado a Nueva Guinea para recuperarse, pero pronto regresó a Manila para terminar la limpieza.
La última asignación de Serling fue como parte de la fuerza de ocupación en Japón.  Durante su servicio militar, el soldado Serling fue galardonado con el Corazón Púrpura, la Estrella de Bronce,  y la Medalla de Liberación de Filipinas.
La experiencia de combate de Serling lo afectó profundamente e influyó en gran parte de su escritura. Le causó pesadillas y flashbacks por el resto de su vida. Dijo: «Estaba amargado por todo y sin saber qué hacer cuando me retiré del servicio. Creo que recurrí a la escritura para desahogarme».

## Legado en la televisión
Serling fue nombrado en la revista TV Guide de agosto de 2004 como el número 1 entre las «25 leyendas más grandes de la ciencia ficción».
Serling fue «resucitado digitalmente» en 2005 para un episodio de la serie de televisión Medium que fue filmado parcialmente en 3D. Serling aparece al inicio del episodio como anfitrión, en forma similar a como lo hacía en los episodios de The Twilight Zone y Galería Nocturna. Este efecto fue logrado utilizando material filmado del episodio de The Twilight Zone "The Midnight Sun" y manipulando el movimiento de la boca de Serling para hacerlo coincidir con nuevo diálogo hablado por el imitador Mark Silverman.